# Wiener Lokalbahnen
Aktiengesellschaft der Wiener Lokalbahnen (fork. WLB), er et trafikselskab i Wien og omegn i Østrig. Selskabet ejes 100 % af Wiener Stadtwerke Holding AG. Det har 325 ansatte og en årlig omsætning på 23 mio Euro.
Wiener Lokalbahnen driver en to-sporet elektrificeret jernbanelinje fra Wien til Baden (Badner Bahn) samt en række buslinjer. Persontrafikken er tilknyttet takstsamarbejdet Verkehrsverbund Ost-Region (VOR). Udover passagertransport varetager selskabet også godsbefordring.
Wiener Lokalbahnen ejer datterselskaberne Wiener Lokalbahnen Verkehrsdienste GmbH (handicapkørsel), Wiener Lokalbahnen Busbetrieb GmbH (Busdrift) og Wiener Lokalbahnen Cargo GmbH (godstogsdrift).